# Le Rêve de Dickens
Le Rêve de Dickens, en anglais Dickens’ Dream, est un tableau de Robert William Buss commencé en 1870 et laissé inachevé par la mort de l’artiste en 1875. Il est conservé au musée Charles Dickens à Oxford.
Pour célébrer le bicentenaire de la naissance de l’écrivain, Londres présente une exposition dans laquelle la ville quotidienne londonienne tient le premier rôle qui a alimenté l'œuvre de l'écrivain. Le tableau montre Dickens assis dans son bureau, en train de rêver. Une minuscule fillette (La Petite Dorrit) est posée sur ses genoux.

## Description
Dickens’s Dream est une représentation célèbre de Dickens par Buss. À l’annonce de la mort de Charles Dickens en juin 1870, Buss a tenté de dépeindre l’écrivain assis dans son étude de Gads Hill Place en train de s’assoupir au milieu des nombreux personnages qu’il avait créés, mais lui aussi est mort avant d’avoir pu terminer cette grande aquarelle. Buss avait déjà tenté de se confronter avec l’œuvre de Dickens. Encore jeune artiste, il avait été choisi pour illustrer la série des Papiers posthumes du Pickwick Club, mais, à sa grande déception, ses essais avaient été jugés insatisfaisants.
Dickens n’était pas un sujet facile à peindre, notamment parce que ses traits étaient exceptionnellement mobiles. Comme dans les photographies prises de lui-même, il reconnaissait la ressemblance, tout en sentant que quelque chose manquait. L’aquarelle de Buss le dépeint assis, les yeux ouverts, mais ne percevant rien de ce qui est autour de lui : tout entier absorbé par son rêve sur ses personnages, il ne distingue que le spectacle que lui offre son imagination intérieure. Ce faisant, l’aquarelle inachevée de Buss démontre la perception victorienne de Dickens comme celle d’un écrivain doué d’une créativité hallucinatoire. Or cette zone, singulièrement vitale, qu’est la vie intérieure de l’auteur, dans la mesure où elle fournit la source de l’impulsion créatrice de leur sujet littéraire, reste essentiellement inaccessible aussi bien au biographe qu’au portraitiste. Toute entreprise biographique demeure donc par essence vouée à révéler peu de choses sur le monde inconnu de l’intérieur de l’esprit de l’auteur. Buss réagit à cette impossibilité fondamentale, de pouvoir accéder à que l’on voudrait le plus connaitre, par l’évocation de ses personnages. Le romancier est donc dépeint dans son fauteuil dans sa bibliothèque à Gads Hill Place avec la Petite Dorrit sur le genou, Paul Dombey et Little Nell immédiatement à sa droite, et la plupart des autres créatures de son imagination autour de lui. En ce sens, l’aquarelle de Buss est un montage dont la source est à rechercher dans un certain nombre d’images regroupées dans une présentation unique. Luke Fildes avait, par exemple, publié un dessin commémoratif de la bibliothèque de Dickens, intitulé The Empty Chair, dans le numéro de Noël 1870 du Graphic, qui fut ensuite vendu en masse sous la forme de gravure. C’est sur cette représentation que Buss a représenté le romancier entouré de ses personnages tourbillonnant dans son imagination. De même, le portrait de Dickens vient de la photographie prise du romancier en 1861 par John et Charles Watkins. L’univers des personnages dans lesquels Dickens rêve est dû, entre autres, à Cruikshank. Dickens devient donc lui-même le rêveur créatif central : la magie de l’art du portrait l’élève au-dessus de la chair pour lui permettre de prendre part aux interactions éternelles de ses propres créations. Lorsque Dickens entre dans le cadre de sa propre personne, il commande simultanément à ses personnages et se transfigure à leur contact : l’auteur périra, mais son humanité de rêveur sera, en revanche, transcendée pour ne faire qu’un avec le personnage. Dans la double déification réalisée par cette iconographie, Dickens est donc à la fois surnaturellement doué d’un rôle quasi-divin de créateur de personnages et implicitement béatifié par ses personnages.